# Косы батыр
Косы́ баты́р (до 2020 года — Карасу́, каз. Қосы батыр) — село в Байзакском районе Жамбылской области Казахстана, входит в состав Суханбаевского сельского округа. Код КАТО — 313647500.

## География
Село расположено в центральной части района, на правом берегу реки Талас, в 2 километрах к северу от административного центра сельского округа села Жакаш, в 18 километрах к северо-востоку от районного центра села Сарыкемер, и в 33 километрах к северо-востоку от областного центра города Тараз. Ближайшая железнодорожная станция Акчулак — расположена в 18 километрах к юго-западу от села (по дороге — 20,4 км). Соседние населённые пункты: Туймекент в 1,5 километрах к западу, Жакаш в 2 километрах к югу, Кокузек в 4 километрах к северу. Транспортное сообщение осуществляется по автодороге КН-6 (Акчулак — Туймекент — Сарыкемер — Тараз). Высота центра населённого пункта — 498 метров над уровнем моря.

## Население
| Численность населения | Численность населения | Численность населения |
| 1989                  | 1999                  | 2009                  |
| --------------------- | --------------------- | --------------------- |
| 591                   | ↗618                  | ↗650                  |